# Bothynus horridus
Bothynus horridus är en skalbaggsart som beskrevs av S. Endrödi 1968. Bothynus horridus ingår i släktet Bothynus och familjen Dynastidae. Inga underarter finns listade.